# Austrochrysa leucoptera
Austrochrysa leucoptera is een insect uit de familie van de gaasvliegen (Chrysopidae), die tot de orde netvleugeligen (Neuroptera) behoort. 
Austrochrysa leucoptera is voor het eerst wetenschappelijk beschreven door Esben-Petersen in 1926.